# Carolina Moraes
Carolina Ferraz Pereira de Moraes (São Paulo, 5 de abril de 1980) é uma ex-nadadora brasileira de natação artística (antigo nado sincronizado).

## Biografia
Carolina de Moraes ingressou no natação artística de forma inesperada. Assim como sua irmã gêmea, Isabela, começou a praticar o esporte aos oito anos, a pedido insistente da mãe. Antes de optar pelo nado, a atleta tentou tênis, vôlei, ginástica e balé.
A afeição pelo esporte foi instantânea. Já no primeiro campeonato que disputaram em 1989, as irmãs se consagraram campeãs brasileiras de dueto. A partir daí, o sucesso foi constante. Sob a orientação técnica de Andréa Curi, a paulista acumulou títulos nacionais e sul-americanos.
Ela participou de duas Olimpíadas, em Sydney 2000 e Atenas 2004. Nas duas competições, Carolina, em dueto com a irmã, ficaram na 12ª colocação.
Carolina competiu nos Jogos Pan-Americanos de Winnipeg 1999 e Santo Domingo 2003 na categoria dueto, com a irmã. Em ambos os jogos, a dupla ficou com o bronze. Na competição de 2003, ela participou com o pé direito quebrado, e no dia da competição sua irmão a levou em uma cadeira de rodas até a piscina.
Após se aposentar do esporte, Carolina também se envolveu em apresentações aquáticas. Em 2005, ela e sua irmã tiveram uma breve passagem pelo Cirque du Soleil. Em seguida, em 2006, ingressaram na Dragone, a companhia responsável pelo espetáculo em que Isabela continuou por bastante tempo. No entanto, em 2010, Carolina deixou a companhia. Durante esse período, ela também residiu em Las Vegas, onde iniciou um curso de joalheria, que posteriormente retomou no Japão.

## Títulos
Jogos Pan-Americanos
- Bronze: 1999 (Winnipeg)
- Bronze: 2003 (Santo Domingo)[9][10]